# Frederick George Donnan
Frederick George Donnan (Colombo, 6 settembre 1870 – Canterbury, 16 dicembre 1956) è stato un chimico irlandese.
Noto per le sue ricerche di chimica fisica sugli equilibri di membrana, il suo nome è ricordato nell'equilibrio di Donnan che descrive il trasporto ionico nelle cellule.

## Biografia
Donnan nacque a Colombo nell'attuale Sri Lanka, allora colonia inglese con il nome di Ceylon. Figlio di un mercante di Belfast, passò la giovinezza nell'Ulster. Rimase cieco da un occhio per un infortunio d'infanzia, e nelle immagini è spesso ritratto di profilo. Donnan studiò prima alla Queen's University di Belfast dove ottenne il baccellierato nel 1894,  poi alla Università di Lipsia con Wilhelm Ostwald ottenendo il PhD nel 1896, e quindi fece ricerche con Jacobus van't Hoff. In seguito diventò ricercatore all'University College di Londra, entrando nel corpo accademico nel 1901. Nel 1903 diventò professore di Chimica Organica al Royal College of Science for Ireland a Dublino, e nel 1906 ottenne la cattedra di Chimica Fisica alla University of Liverpool. Nel 1913 tornò all'University College di Londra, rimanendovi fino al pensionamento, fungendo da direttore di dipartimento dal 1928 al 1937. Donnan non si sposò mai.

## Lavori
Durante la prima guerra mondiale Donnan fu consulente del Ministro delle Munizioni, e lavorò con l'ingegnere chimico K.B. Quinan su impianti per la fissazione dell'azoto, per composti indispensabili alla fabbricazione di munizioni. Per questo lavoro nel 1920 fu nominato Commendatore dell'Ordine dell'Impero Britannico. Donnan disse di essersi "presto appassionato per la nuova disciplina dell'ingegneria chimica", e dopo la guerra fu notevolmente coinvolto nella ditta Brunner Mond (oggi Tata Chemicals Europe) per lo sviluppo di un nuovo stabilimento chimico a Billingham.
L'articolo di Donnan del 1911 sull'equilibrio di membrana fu importante per la tecnologia della gelatina e della pelle, ma soprattutto per la comprensione dei fenomeni di trasporto tra le cellule viventi e il loro intorno. Su questo cosiddetto equilibrio di Donnan egli tenne frequentemente conferenze in Europa e in America, e questa è in sostanza l'unica ricerca scientifica per cui è ricordato. L'equilibrio di Donnan è ancora un concetto importante per la comprensione del trasporto di ioni nelle cellule.
Prima dell'inizio della seconda guerra mondiale Donnan aiutò rifugiati europei a sfuggire ai nazisti. Tra gli altri, aiutò Hermann Arthur Jahn e Edward Teller, che scrissero il loro articolo sull'effetto Jahn-Teller mentre erano a Londra.
Donnan fu membro fondatore della Faraday Society e ne fu presidente nel periodo 1924-1926. Nel 1911 diventò membro della Royal Society. Nel 1928 ottenne la medaglia Davy. Ricevette 11 lauree honoris causa.